# The Burning (álbum)
The Burning es el segundo álbum de estudio de la agrupación británica de hard rock British Lion, publicado el 17 de enero de 2020 y producido por Steve Harris. Fue precedido por los sencillos «Spit Fire» (26 de octubre de 2018), «Lightning» (31 de octubre de 2019) y «The Burning» (13 de diciembre del mismo año).
El álbum fue bien recibido por la crítica en general. La reseña del portal Metal Planet Music afirmó que «lo primero que llama la atención es la música, un gran hard rock con melodía y clase, pero es el corazón y la emoción lo que se quedará contigo mucho después de que suene la última nota. Ocho años después de su debut, The Burning es el segundo álbum de British Lion y el quinteto liderado por Steve Harris ha conseguido un disco que es a la vez moderno, nostálgico y atemporal».

## Lista de canciones
| N.º | Título                       | Duración |  |
| 1.  | «City of Fallen Angels»      | 5:20     |  |
| 2.  | «The Burning»                | 5:15     |  |
| 3.  | «Father Lucifer»             | 4:38     |  |
| 4.  | «Elysium»                    | 5:11     |  |
| 5.  | «Lightning»                  | 5:49     |  |
| 6.  | «Last Chance»                | 6:05     |  |
| 7.  | «Legend»                     | 4:06     |  |
| 8.  | «Spit Fire»                  | 6:19     |  |
| 9.  | «Land of the Perfect People» | 4:52     |  |
| 10. | «Bible Black»                | 6:33     |  |
| 11. | «Native Son»                 | 6:03     |  |

## Miembros
- Steve Harris – bajo, teclados, producción
- Richard Taylor – voz
- David Hawkins – guitarra
- Grahame Leslie – guitarra
- Simon Dawson – batería